# AX Visio 10x32
Das AX Visio 10x32 ist ein KI-gestütztes Fernglas der Firma Swarovski Optik, einer auf Ferngläser und -rohre spezialisierten Tochter der D. Swarovski. Bei seinem Erscheinen am 8. Januar 2024 hatte das Gerät einen Listenpreis von 4600 Euro.
Mit der KI im Fernglas können etwa 9000 Vogel- und Säugetierarten identifiziert werden. Mit der integrierten Kamera können Bilder und Videos aufgezeichnet werden. Über die zugehörige App kann man das Gerät mit einem Smartphone konfigurieren und Updates herunterladen.
Produziert wird das Gerät am Hauptstandort der Swarovski-Optik in Absam, Tirol.

## Technik
- Vergrößerung: 10fach
- Objektivdurchmesser: 32 mm
- Gewicht ohne Akku: 1090 g
- Länge: 154 mm
- Breite: 137 mm
- Höhe: 96 mm
- Dämmerungszahl: 17,9
- Gesichtsfeld auf 1000 m: 112 m
- Kürzeste Entfernung: 3 m
- Bildstabilisierung: nein
- Kameraauflösung: 13 MP (4208 × 3120 px)
- Videoauflösung: bis zu 1920 × 1080 px
- Interner Speicher 28 GB
- Schnittstellen: WLAN, Bluetooth Low Energy (BLE), USB
- Betriebssystem: Android
- Betriebssysteme für die App: Android 10.0, IOS 16.0
- Kompass: ja
- GPS: ja